# (1986) Plaut
(1986) Plaut ist ein Asteroid des Hauptgürtels, der am 28. September 1935 vom niederländischen Astronomen Hendrik van Gent in Johannesburg entdeckt wurde.
Der Asteroid trägt den Namen des deutsch-niederländischen Astronomen Lukas Plaut.